# چین در المپیک
چین در بازی‌های المپیک توانسته ۶۳۱ مدال در بازی‌های المپیک تابستانی و ۴۴ مدال در بازی‌های المپیک زمستانی کسب کند.

## جدول مدال بر پایه بازی‌ها

### بازی‌های المپیک تابستانی
| بازی‌ها           | ورزشکار            | طلا                | نقره               | برنز               | مجموع              | رتبه               |
| ۱۹۳۲–۱۹۴۸        | قسمتی از چین (ROC) | قسمتی از چین (ROC) | قسمتی از چین (ROC) | قسمتی از چین (ROC) | قسمتی از چین (ROC) | قسمتی از چین (ROC) |
| ۱۹۵۲ هلسینکی     | ۱                  | ۰                  | ۰                  | ۰                  | ۰                  | –                  |
| ۱۹۵۶–۱۹۸۰        | شرکت نداشت         | شرکت نداشت         | شرکت نداشت         | شرکت نداشت         | شرکت نداشت         | شرکت نداشت         |
| ۱۹۸۴ لس آنجلس    | ۲۱۶                | ۱۵                 | ۸                  | ۹                  | ۳۲                 | ۴                  |
| ۱۹۸۸ سئول        | ۲۷۳                | ۵                  | ۱۱                 | ۱۲                 | ۲۸                 | ۱۱                 |
| ۱۹۹۲ بارسلونا    | ۲۴۴                | ۱۶                 | ۲۲                 | ۱۶                 | ۵۴                 | ۴                  |
| ۱۹۹۶ آتلانتا     | ۲۹۴                | ۱۶                 | ۲۲                 | ۱۲                 | ۵۰                 | ۴                  |
| ۲۰۰۰ سیدنی       | ۲۷۱                | ۲۸                 | ۱۶                 | ۱۴                 | ۵۸                 | ۳                  |
| ۲۰۰۴ آتن         | ۳۸۴                | ۳۲                 | ۱۷                 | ۱۴                 | ۶۳                 | ۲                  |
| ۲۰۰۸ پکن         | ۶۳۹                | ۵۱                 | ۲۱                 | ۲۸                 | ۱۰۰                | ۱                  |
| ۲۰۱۲ لندن        | ۳۹۶                | ۳۸                 | ۲۷                 | ۲۳                 | ۸۸                 | ۲                  |
| ۲۰۱۶ ریودوژانیرو | ۴۱۲                | ۲۶                 | ۱۸                 | ۲۶                 | ۷۰                 | ۳                  |
| ۲۰۲۰ توکیو       | ۴۰۶                | ۳۸                 | ۳۲                 | ۱۸                 | ۸۸                 | ۲                  |
| مجموع            | مجموع              | ۲۶۵                | ۱۹۴                | ۱۷۲                | ۶۳۱                | ۷                  |